# Чокнутые (фильм, 1987)
«Чо́кнутые» или «Чо́кнутая» (англ. Nuts) — американский кинофильм-драма режиссёра Мартина Ритта, вышедший на экраны в 1987 году. Экранизация пьесы Тома Топора. Лента получила три номинации на премию «Золотой глобус» — за лучший фильм-драму, лучшую женскую роль в драматическом фильме (Барбра Стрейзанд) и лучшую мужскую роль второго плана (Ричард Дрейфусс), а также была номинирована на премию «Давид ди Донателло» в категории «лучшая зарубежная актриса» (Барбра Стрейзанд).

## Сюжет
Девушка по вызову Клодия Дрейпер убивает своего клиента Аллена Грина. Преследуя цель избежать публичного скандала, мать Клодии Роуз и отчим Артур пытаются представить её невменяемой и привлекают к делу известного психиатра доктора Герберта Моррисона. В ходе судебного заседания адвокат Клодии отказывается от защиты своей подопечной после того, как та понимает в каком свете её выставляют родители и набрасывается на своего защитника в зале суда.
Суд назначает нового адвоката Аарона Левински, который всерьёз берётся за дело. В ходе собственного расследования Левински вскрывается неприглядная правда о внешне респектабельной семье Дрейпер, а также мотивы, приведшие Клодию на панель.

## В ролях
- Барбра Стрейзанд — Клодия Дрейпер
- Ричард Дрейфусс — Аарон Левински
- Морин Стэплтон — Роуз Кёрк
- Карл Молден — Артур Кёрк
- Илай Уоллак — доктор Герберт Моррисон
- Роберт Уэббер — прокурор Фрэнсис Макмиллан
- Джеймс Уитмор — судья Стэнли Мёрдок
- Лесли Нильсен — Аллен Грин